# 逢瀬川橋
逢瀬川橋（おうせがわはし）は、福島県郡山市にて一級水系阿武隈川水系逢瀬川を渡る道路橋であり、同名の橋梁が複数存在する。

## 東北自動車道
E4

### 概要
- 全長：53.9 m
- 幅員：10.0 m×2
- 竣工：1973年[1]

東北自動車道214.2キロポスト付近にて郡山中央スマートインターチェンジ～郡山インターチェンジ間を通し、逢瀬川とその南側に並行する市道を渡る。南詰は片平町字北大山、北詰は字的下に位置する。橋上は片側2車線で供用されている。すぐ上流側に隣接し後述する郡山市道の逢瀬川橋が架設されている。

### 沿革
1973年11月26日 - 白河インターチェンジから郡山インターチェンジにかけての区間が開通するのに伴い供用が開始される。

### 隣の橋
（上流）逢瀬川橋 - 逢瀬川橋 - 大山橋（下流）

## 福島県道55号郡山矢吹線

### 概要
- 全長：37.9 m
- 幅員：10 m
- 竣工：2017年[2]

北詰は片平町字清水、南詰は字元大谷地に位置し、福島県道55号郡山矢吹線を通す。橋上は上下対向2車線で供用されており、下り線（上流）側に歩道が設置されている。現在の橋は2017年に旧橋梁のすぐ上流側へ架け替えられたものである。

### 沿革
- 1965年 - 全長34.9m、幅員6mの橋梁として竣工する[3]。
- 2017年 - 現在の橋梁に架け替えられ竣工する。

### 隣の橋
（上流）重郎作橋 - 逢瀬川橋 - 鍛冶屋橋（下流）

## 福島県道57号郡山大越線

### 概要
- 全長：64.9 m
- 幅員：15.6 m
- 竣工：1971年[4]

南詰は向河原町、横塚三丁目に、北詰は富久山町久保田字南田・字太郎殿前に位置し、福島県道57号郡山大越線東部幹線区間を通す。当県道が南詰の横塚3丁目交差点にて屈折し、東部幹線に入りすぐの位置にある。橋上は上下対向2車線、横塚3丁目交差点の右折車線の計3車線で供用され、上下線両側に歩道が設置されている。

### 沿革
- 1971年 - 現在の橋梁が竣工する。

### 隣の橋
（上流）JR磐越東線逢瀬川橋梁 - 逢瀬川橋 - 横塚橋（下流）

## 郡山市道
- 全長：51 m
- 幅員：4.5 m
- 竣工：1975年[5]

南詰は片平町字中川原、字北大山に、北詰は字的下に位置し、幹線二級市道123号原畑石阿弥陀線を通す。前述の通り東北自動車道逢瀬川橋のすぐ上流側に架けられている。橋上は上下対面通行で供用されているが、センターラインのない隘路である。欄干は白く塗装され、コンクリート製の親柱が設置されている。

### 沿革
- 1975年 - 現在の橋梁が竣工する。

### 周辺
- ヨークタウン片平

### 隣の橋
（上流）中屋敷橋 - 逢瀬川橋 - 逢瀬川橋（下流）